# Зиденлангенбек
Зи́денлангенбек (нем. Siedenlangenbeck) — деревня и бывшая коммуна в Германии, в земле Саксония-Анхальт.
Входит в состав района Зальцведель. Подчиняется управлению Зальцведель-Ланд. Население составляет 466 человек (на 31 декабря 2006 года). Занимает площадь 18,55 км².